# 九〇式一号水上偵察機
九〇式一号水上偵察機
軽巡神通所属の九〇式一号水偵
- 用途：水上偵察機
- 設計者：愛知時計電機（原設計ハインケル社）
- 製造者：愛知時計電機
- 運用者：大日本帝国海軍
- 生産数：12機
- 運用状況：退役

九〇式一号水上偵察機（きゅうれいしきいちごうすいじょうていさつき）は、愛知時計電機（のちの愛知航空機）が開発し、1931年（昭和6年）に制式採用された日本海軍の水上偵察機。機体略番は「E3A」。

## 概要
巡洋艦のカタパルトから射出されることを前提としていた一五式水上偵察機の後継機の開発は、愛知と中島飛行機の競作となった。中島がアメリカのヴォート社の機体を国産化したのに対して、愛知ではドイツのハインケル社から製造権を取得したHD-56を国産化する形で対応することにした。エンジンについては、瓦斯電「天風」エンジンに換装していた。原型機は1929年（昭和4年）に完成し細部の改修後、中島製の機体（九〇式二号水上偵察機（E4N））とともに1931年12月に九〇式一号水上偵察機一型（E3A）として制式採用された。
しかし、装備していた天風エンジンの出力不足が速度、その他の性能に影響を与え、当時の他の機体と比較しても低性能であった。その上、実戦部隊で運用してみると実用性の低さが目立ったために、わずか12機で生産中止となってしまった。
一機が水上機運用の試験機として桃型駆逐艦の樫に搭載された。

## スペック
- 全長：8.45m
- 全幅：11.10m
- 全高：3.67m
- 全備重量：1,600kg
- 最高速度：199km/h
- 乗員：2名
- 発動機：瓦斯電　天風　空冷9気筒　300hp
- 航続距離：754km
- 武装：
  - 7.7mm機銃×2
  - 爆弾60kg